# Stanislav Polčák
Stanislav Polčák, né le 21 février 1980 à Slavičín, est un homme politique tchèque.